# Klenje
Klenje (srbsky Клење) je vesnice v západní části Srbska, administrativně spadající pod opštinu Bogatić. Vesnice se rozkládá východně od řeky Driny u hranice s Bosnou a Hercegovinou. Okolí vesnice je rovinaté, tvoří jej kulturní intenzivně zemědělsky využívaná krajina.
Z národnostního hlediska je obyvatelstvo většinově srbské národnosti. Počet obyvatel příhraniční vesnice postupně klesá, roku 2022 zde žilo 2498 osob. Vsí prochází hlavní silnice do města Šabac (silnice č. 20), Klenje má i svojí školu, pravoslavný kostel a poštu. Hlavní silnice má být výhledově přeložena ven z obce obchvatem, který by vedl jižním směrem. Železniční spojení Klenje se zbytkem země nemá.